# THE CODE 〜暗号〜
「THE CODE 〜暗号〜」（ザ・コード あんごう）は、2012年4月11日にリリースされた鈴木雅之の35枚目のシングル。

## 解説
2012年に「コラボシングル3部作」発売が計画され、その第1弾として槇原敬之が作詞・作曲を手がけた楽曲。鈴木に槇原が楽曲提供を行うのは2004年のアルバム『Shh...』収録「Gazer」以来、約8年ぶりとなる。
本作は当初、ソロデビュー25周年の2011年に発売が予定されていたが、東日本大震災の影響を受け急遽、カバー・アルバムプロジェクトに切り替えられたため、結果的に2012年に順延された。ソロデビュー25周年に開催されたファンクラブイベント『Lovers Affair 2011 in Tokyo』に、スペシャルゲストとして槇原が飛び入り参加しピアノの弾き語りで披露された。このイベントには、槇原以外に親交のある女優の鈴木杏樹・お笑いコンビの矢野・兵動の兵動大樹も祝福に訪れた。
初回限定仕様には、プレゼント応募フライヤー「鈴木雅之 CDジャケット撮影体験（1組2名、2012年後半リリース予定のニューシングルのCDジャケット撮影現場に招待。鈴木のジャケット撮影を見学、プロカメラマンによる2ショット記念撮影）」・「応募者全員に『着カモン!』をプレゼント」を封入。

## 収録曲
| 全作詞・作曲: 槇原敬之、全編曲: 服部隆之。 |                                                                                            |           |            |          |      |
| #                                          | タイトル                                                                                   | 作詞      | 作曲・編曲 | 弦編曲   | 時間 |
| 1.                                         | 「THE CODE 〜暗号〜」(読売テレビ・日本テレビ系『情報ライブ ミヤネ屋』エンディングテーマ曲) | 槇原敬之  | 槇原敬之   |          | 5:17 |
| 2.                                         | 「SPY」                                                                                    | 槇原敬之  | 槇原敬之   | 村田陽一 | 4:54 |
| 3.                                         | 「THE CODE 〜暗号〜 (Instrumental)」                                                       | 槇原敬之  | 槇原敬之   |          | 5:13 |
| 合計時間:                                  | 合計時間:                                                                                  | 合計時間: | 15:24      |          |      |